# Viviane Parra

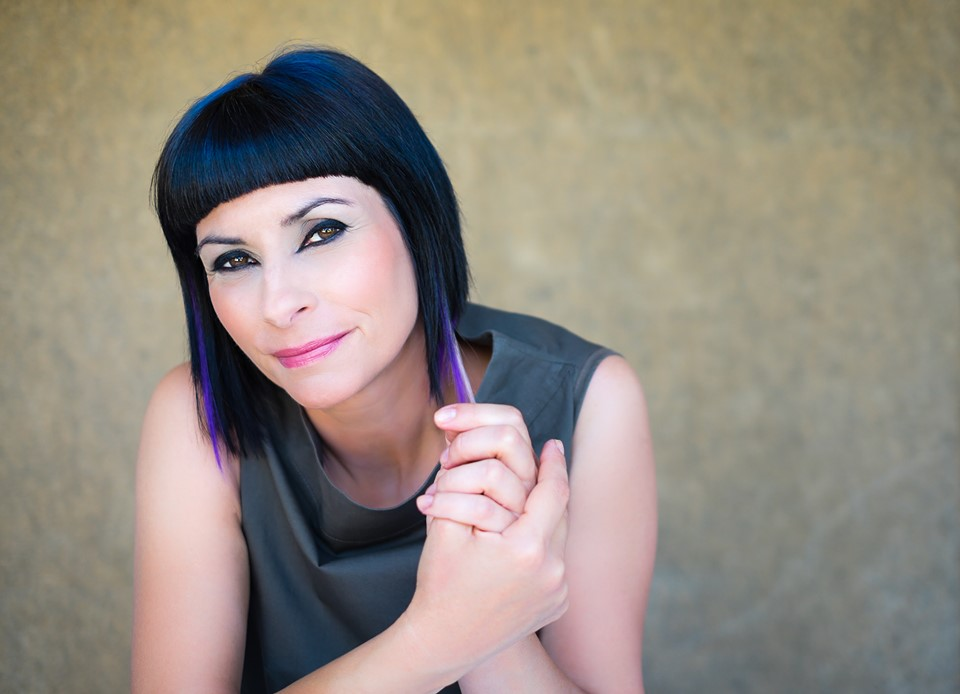
Viviane Parra, 2019

Viviane Parra (* 14. Mai 1972 in Nizza) ist eine portugiesische Pop- und Fado-Sängerin. Sie tritt unter ihrem Vornamen Viviane auf, der gelegentlich auch als Vivianne geführt wird.

## Leben
Am 14. Mai 1972 (andere Angaben 1968) in der französischen Hafenstadt Nizza geboren, interessierte sie sich, angeregt durch die Musikleidenschaft ihres älteren Bruders, stark für Musik. Insbesondere Chanson-Sängern wie Juliette Gréco, Serge Gainsbourg, Édith Piaf u. a. galt ihr Interesse, während ihre portugiesische Mutter Amália Rodrigues bevorzugte. Ihren ersten Auftritt als Sängerin hatte sie im Alter von 11 Jahren in ihrer Heimatstadt, im Vorprogramm des Fado-Sängers Carlos do Carmo. Sie strebte fortan eine Laufbahn als Sängerin an. Im Alter von 13 Jahren zog sie nach Portugal, in die Hafenstadt Faro an der Algarve.
Im Sommer 1990 gründete sie dort mit Tó Viegas die Popband Entre Aspas (dt.: In Anführungszeichen), die eine Reihe von Alben veröffentlichte und einige Bekanntheit in Portugal erreichte. Sie gilt bis heute als eine der bedeutendsten reinen Popgruppen des Landes. Parallel zur Band beteiligte sich Viviane an verschiedenen Projekten. So war sie Teil von Linha da Frente, einem 1999 zum 25. Jahrestag der Nelkenrevolution gegründeten Projekt, das 2002 ein Album veröffentlichte, und aus dem 2004 das Nachfolgeprojekt A Naifa hervorging. Viviane war daran nicht mehr beteiligt, sie hatte inzwischen ihre Solo-Karriere begonnen.

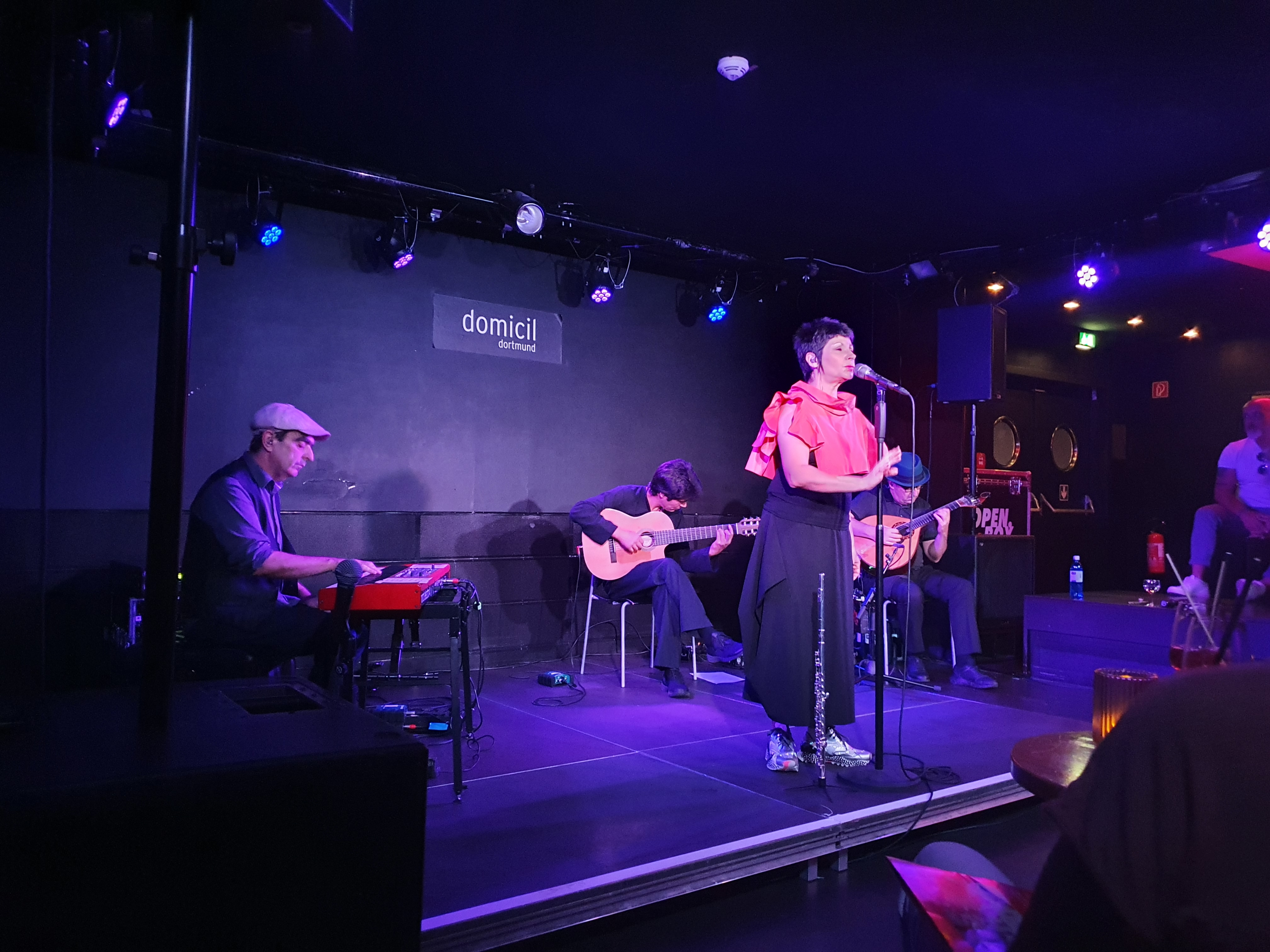
Viviane mit Begleitmusikern auf ihrer Tour zum Quando Tiveres Tempo-Album 2022, hier im Jazzclub Domicil in Dortmund am 25. Juni 2022.

2005 erschien ihr erstes Solo-Album. Entre Aspas waren eine reine Popband, die nur zum Ende hin leichte Einflüsse auch aus französischer Popmusik und Chanson zeigten, wohingegen sich Viviane in ihrer Musik nun deutlicher den Traditionen des Chansons und später auch des Fados zuwandte. In dem Zusammenhang stand 2009 auch ihre Beteiligung an dem Tribut-Projekt Rua da Saudade (dt.: Straße der Saudade) für den Poeten und Fado-Dichter Ary dos Santos (1937–1984), bei dem sie eine der vier Sängerinnen des Projektes war (neben der Brasilianerin Luanda Cozetti und den Fadosängerinnen Mafalda Arnauth und Susana Félix).
Auf ihrem 2011 erschienenen Album As pequenas gavetas do amor (dt.: Die kleinen Schubladen der Liebe) vertonte sie, neben Eigenkompositionen, u. a. Gedichte von Fernando Pessoa, Vasco Graça Moura, und Eugénio de Andrade. Gastmusiker waren Entre Aspas-Mitbegründer Tó Viegas, Linha da Frente-Mitstreiter Luís Varatojo, und der Fadosänger António Zambujo u. a. Das Album stand mit seiner reduzierten, akustischen Instrumentierung und seiner intimen Atmosphäre in der Tradition des Jazz und des Chanson, aber auch des Fado, insbesondere durch den verstärkten Einsatz der Portugiesischen Gitarre. Es wurde vom öffentlich-rechtlichen Radiosender Antena 1 präsentiert.
Auf ihrem nächsten Album, Dia Novo (2013), stammen die Texte von ihr, aber auch von anderen Autoren, darunter der Schriftsteller José Luís Peixoto. Dazu coverte sie ein Stück von Lhasa de Sela, eines von Serge Gainsbourg und eines von Marcelo Camelo, dem ehemaligen Sänger der brasilianischen Popband Los Hermanos, der inzwischen als Bossa-Nova-Sänger bekannt ist.
Nach einer Best-of-Zusammenstellung (Confidências, 2015), mit dem neuen, von ihr häufig live gespielten Stück Fado do Beijo, erschien 2017 ihr Album Viviane canta Piaf, auf dem sie Lieder der französischen Ikone Édith Piaf singt.
2022 erschien mit Quando Tiveres Tempo ihr nächstes Album, erstmals beim deutschen Label O-Tone Music. Mit dem Album tourte sie erneut durch eine Vielzahl europäischer Länder inklusive Deutschland, erneut mit Tó Viega, ihrem Entre Aspas-Mitbegründer und Produzenten ihrer Alben, an der Portugiesischen Gitarre.
Viviane Parra lebt heute in Lissabon und an der Algarve.

## Diskografie (Alben)

### Solo
- 2005: Amores Imperfeitos
- 2007: Viviane
- 2010: As pequenas gavetas do amor
- 2013: Dia Novo
- 2015: Confidências (Best of)
- 2017: Viviane Canta Piaf
- 2022: Quando Tiveres Tempo

### Projekte
- 2002: Linha da Frente: Linha da Frente
- 2003: Camaleão Azul: O Sul (Tribut-Projekt für den Dichter Fernando Cabrita)
- 2009: Rua da Saudade: Canções de Ary dos Santos (Tribut-Projekt für den Dichter Ary dos Santos)